# Roberto Hugo, Duque de Parma
Roberto Hugo Rainer Alex Luís Henrique Donatus Elias Pio Maria (Weilburg, 7 de agosto de 1909 – Viena, 15 de novembro de 1974) foi o Chefe da Casa Ducal e pretendente ao extinto trono de Parma de 1959 até sua morte em 1974.

## Biografia
Robert Hugo nasceu em Schloss Weilburg em Baden bei Wien, o segundo filho sobrevivente mais velho de Elias, Duque de Parma e arquiduquesa Maria Ana de Áustria. Ele sucedeu seu pai Elias como chefe da Casa de Bourbon-Parma após a sua morte em 1959, e manteve seu estilo de até sua morte em 1974, em Viena. Morreu solteiro e sem filhos, e foi sucedido por seu meio-tio Xavier.

## Honra
- Reino das Duas Sicílias

: Cavaleiro da Grande Cruz de Justiça da Ordem Calabresa Dois Siciliana de Santo George.